# Élections législatives slovaques de 2016
Les élections législatives slovaques de 2016 se tiennent le 5 mars 2016 pour élire les 150 députés du Conseil national de la République slovaque.
Elles sont marquées par une forte abstention et un très fort recul du SMER-SD du chef du gouvernement Robert Fico, qui passe de 44,5 % des voix en 2012 à 28,3 % et ne conserve que 49 de ses 83 députés. Le scrutin voit également la percée du parti d'extrême-droite Parti populaire « Notre Slovaquie » et de la droite en général.
Fico parvient toutefois à former en seulement dix jours une coalition hétéroclite disposant de la majorité absolue au parlement. Celle ci rassemble autour du SMER-SD de Centre gauche le Parti national slovaque (SNS) de droite, ainsi que Most-Híd et SIEŤ, de centre droit. Le 23 mars, les quatre formations forment le nouveau Gouvernement Fico III, sept des treize ministères revenant au Smer-SD.

## Contexte
Lors des élections précédentes, les sociaux-démocrates de SMER – social-démocratie remportent une majorité absolue de sièges, permettant à Robert Fico de redevenir Premier ministre après deux ans passé dans l'opposition, à la tête d'un gouvernement uniquement composé de membres de son parti.
En 2014, Robert Fico essuie un échec lors de l'élection présidentielle, puisque bien que premier au soir du premier tour, il est battu par le candidat indépendant Andrej Kiska à l'occasion du second tour.

## Mode de scrutin

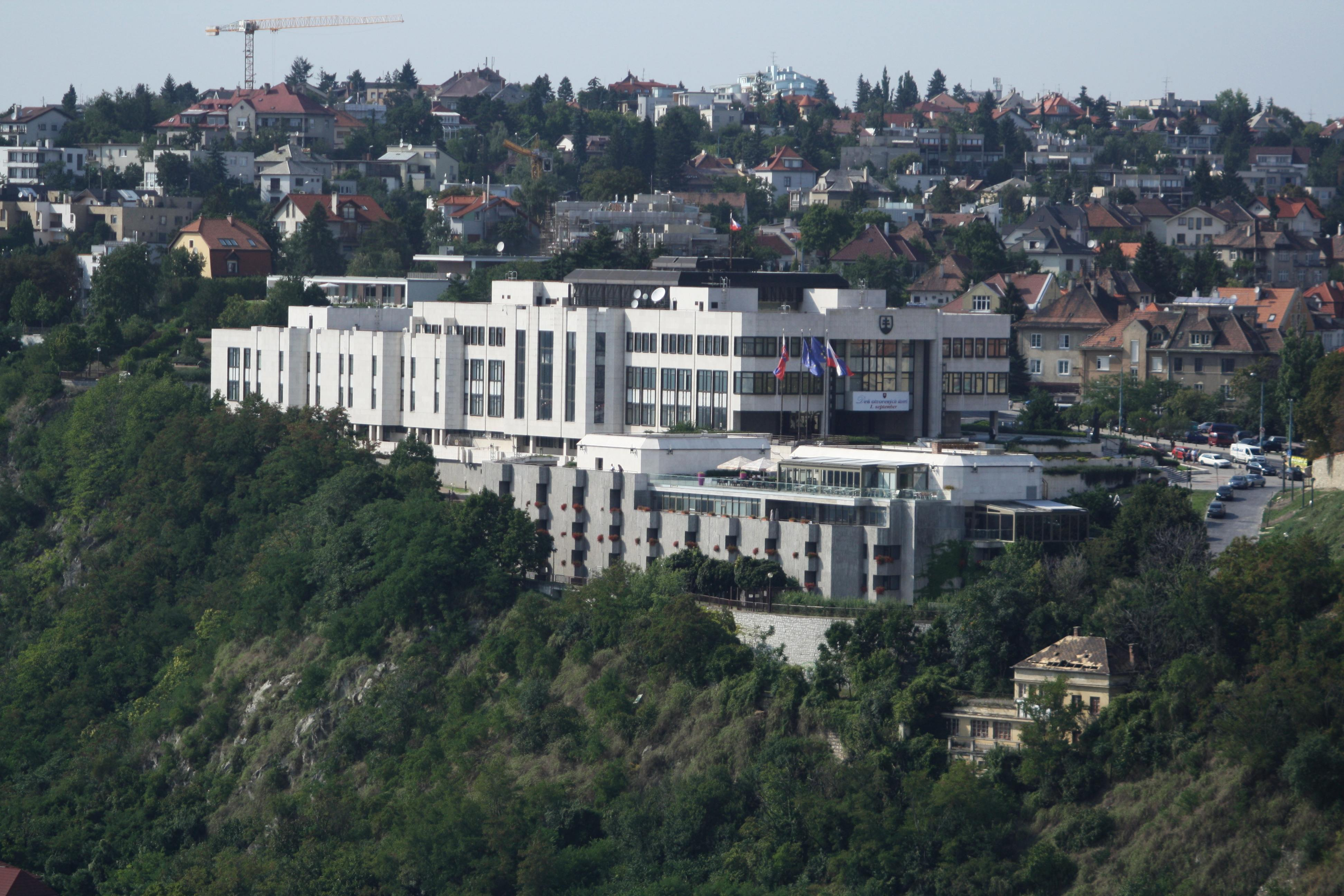
Le bâtiment du Parlement à Bratislava.

La Slovaquie est dotée d'un parlement unicaméral appelé Conseil national de la République qui se compose de 150 sièges pourvus pour des mandats de quatre ans au scrutin proportionnel plurinominal avec listes ouvertes et seuil électoral de 5 % dans une unique circonscription nationale. Le seuil passe à 7 % pour une coalition de moins de quatre partis et à 10 % au delà. Les électeurs ont la possibilité d'effectuer jusqu'à quatre votes préférentiels pour des candidats de la liste choisie afin de faire monter leurs places dans celle-ci. Une fois le décompte des suffrages effectué, les sièges sont répartis entre tous les partis ou coalitions ayant franchi le seuil électoral selon la méthode dite « Hagenbach-Bischoff », et les sièges restants au plus fort reste,.
Les électeurs peuvent recourir au vote postal s'ils en font la demande, y compris ceux résidant à l'étranger. Si le droit de vote s'obtient à 18 ans, les candidats à la députation doivent être âgés d'au moins vingt-et-un ans, résider de manière permanente dans le pays et s'acquitter d'une caution de 17 000 euros qui ne lui sont reversés que si le parti dont il est candidat obtient au moins 2 % des suffrages exprimés.

## Partis en présence
Le ministère de l'Intérieur a publié la liste des 23 partis et coalitions candidats aux élections. 
| Parti | Parti                                                                | Idéologie                                                                     | Chef de file       | Résultats en 2012 |
| ----- | -------------------------------------------------------------------- | ----------------------------------------------------------------------------- | ------------------ | ----------------- |
|       | SMER – social-démocratie (SMER-SD)                                   | Centre gauche Social-démocratie, Nationalisme de gauche                       | Robert Fico        | 44, 4 % 83 sièges |
|       | SIEŤ                                                                 | Centre droit Conservatisme social Centrisme                                   | Radoslav Procházka | Nouveau           |
|       | Mouvement chrétien-démocrate (KDH)                                   | Centre droit Démocratie chrétienne, Conservatisme social                      | Ján Figeľ          | 8,8 % 16 sièges   |
|       | Most-Híd                                                             | Centre à centre droit Défense de la minorité hongroise, Libéral-conservatisme | Béla Bugár         | 6,9 % 13 sièges   |
|       | Les Gens ordinaires et personnalités indépendantes-NOVA (OĽaNO-NOVA) | Centre droit Conservatisme, Démocratie chrétienne                             | Igor Matovič       | 8,6 % 16 sièges   |
|       | Parti national slovaque (SNS)                                        | Droite à extrême droite National-conservatisme, Nationalisme économique       | Andrej Danko       | 4,6 % aucun siège |
|       | Parti de la coalition hongroise (SMK)                                | Centre droit Défense de la minorité hongroise, Libéral-conservatisme          | József Berényi     | 4,3 % aucun siège |
|       | Liberté et solidarité (SaS)                                          | Centre droit Libéralisme, Euroscepticisme                                     | Richard Sulík      | 5,9 % 11 sièges   |
|       | Union démocrate et chrétienne slovaque - Parti démocrate (SDKÚ-DS)   | Centre droit Démocratie chrétienne, Libéral-conservatisme                     | Pavol Frešo        | 5,8 % 11 sièges   |
|       | Parti populaire « Notre Slovaquie » (ĽSNS)                           | Extrême droite Néofascisme, Autoritarisme                                     | Marian Kotleba     | Nouveau           |

## Sondages

Diagramme de sondage pour les élections législatives slovaques de 2016

## Résultats
|                           |                                                                    |           |       |       |        |               |  |  |  |
| Parti                     | Parti                                                              | Voix      | %     | +/-   | Sièges | +/-           |  |  |  |
|                           | SMER – social-démocratie (SMER)                                    | 737 481   | 28,28 | 16,14 | 49     | 34            |  |  |  |
|                           | Liberté et solidarité (SaS)                                        | 315 558   | 12,10 | 6,22  | 21     | 10            |  |  |  |
|                           | Les Gens ordinaires et personnalités indépendantes-NOVA (OLaNO)    | 287 611   | 11,03 | 2,48  | 19     | 3             |  |  |  |
|                           | Parti national slovaque (SNS)                                      | 225 386   | 8,64  | 4,09  | 15     | 15            |  |  |  |
|                           | Parti populaire « Notre Slovaquie » (L'SNS)                        | 209 779   | 8,04  | 6,46  | 14     | 14            |  |  |  |
|                           | Nous sommes une famille (Sme Rodina)                               | 172 860   | 6,63  | Nv.   | 11     | 11            |  |  |  |
|                           | Most-Híd                                                           | 169 593   | 6,50  | 0,39  | 11     | 2             |  |  |  |
|                           | SIEŤ                                                               | 146 205   | 5,61  | Nv.   | 10     | 10            |  |  |  |
|                           | Mouvement chrétien-démocrate (KDH)                                 | 128 908   | 4,94  | 3,88  | 0      | 16            |  |  |  |
|                           | Parti de la coalition hongroise (SMK-MKP)                          | 105 495   | 4,05  | 0,23  | 0      | en stagnation |  |  |  |
|                           | Coalition civile slovaque (SOK)                                    | 21 785    | 0,84  | Nv.   | 0      | en stagnation |  |  |  |
|                           | TIP                                                                | 18 845    | 0,72  | Nv.   | 0      | en stagnation |  |  |  |
|                           | Parti vert slovaque (SZS)                                          | 17 541    | 0,67  | Nv.   | 0      | en stagnation |  |  |  |
|                           | Parti communiste slovaque (KSS)                                    | 16 278    | 0,62  | 0,10  | 0      | en stagnation |  |  |  |
|                           | Union démocrate et chrétienne slovaque - Parti démocrate (SDKÚ-DS) | 6 938     | 0,27  | 5,83  | 0      | 11            |  |  |  |
|                           | CHANCE                                                             | 6 522     | 0,25  | Nv.   | 0      | en stagnation |  |  |  |
|                           | Autres partis                                                      | 19 065    | 0,73  | –     | 0      | en stagnation |  |  |  |
|                           |                                                                    |           |       |       |        |               |  |  |  |
| Suffrages exprimés        | Suffrages exprimés                                                 | 2 607 750 | 99,21 |       |        |               |  |  |  |
| Votes blancs et invalides | Votes blancs et invalides                                          | 20 798    | 0,79  |       |        |               |  |  |  |
| Total                     | Total                                                              | 2 628 548 | 100   | –     | 150    | en stagnation |  |  |  |
| Abstentions               | Abstentions                                                        | 1 798 212 | 40,62 |       |        |               |  |  |  |
| Inscrits/Participation    | Inscrits/Participation                                             | 4 426 760 | 59,38 |       |        |               |  |  |  |

## Analyse
Cette élection voit une forte abstention (40,18 %) et le résultat est un camouflet pour le chef du gouvernement slovaque Robert Fico. Son parti, le SMER-SD, affiche une très forte baisse, passant de 44,5 % des voix en 2012 à 28,3 %. Il ne conserve que 49 de ses 83 députés, dans un Parlement qui en compte 150. Ce scrutin voit aussi la percée du parti d'extrême-droite Parti populaire « Notre Slovaquie ».

## Conséquences
Fico parvient toutefois à former une coalition majoritaire hétéroclite en seulement dix jours, rassemblant le Parti national slovaque (SNS) de droite, Most-Híd et SIEŤ de centre droit. Le 16 mars, les quatre formations annoncent la répartition des ministères, sept revenant à Smer-SD et les six derniers aux trois autres partis.